# 超音戰士
《超音戰士》（日語：超音戦士ボーグマン）是在1988年4月13日至12月21日期間，於日本電視系週三17:00－17:30時段首播的電視動畫。在海外，曾於香港亞洲電視本港台、台灣中國電視公司、東森育樂台、東森綜合台、中都卡通台及衛視電影台播出，台灣代理權是由博英社取得。

## 作品系列
超音戰士作品共分為五個系列:
- 超音戰士 BORGMAN（TV版，作品的首個系列，1988年推出）
- 超音戰士 MADNIGHT☆GIGS (OVA，以LD形式發行的30分鐘音樂影片特集，1989年推出)
- 超音戰士 THE BORGMAN LAST BATTLE (OVA，1989年推出)
- 超音戰士 LOVERS RAIN (OVA，1990年推出)
- 超音戰士 BORGMAN 2 -新世紀2058- (OVA，1993年推出)

## 故事簡介

### 超音戰士 BORGMAN
公元1999年，4顆超巨形隕石在無征兆之下墜落到日本首都東京，首都圈幾乎全滅，人類用了近30年時間在東京灣地區重建首都，並命名為「美迦洛城」。公元2030年，市民在生活上已回復正常，但是原來當年掉下來的4顆隕石不是一般的隕石，而是妖魔石，由異次元的妖魔組織操控，若第5顆隕石也掉下來的時候，妖魔王便會復活，消滅人類。3名由改造人「BORGMAN」組成的超音戰士以微弱的力量保護著城市，並努力阻止妖魔王的復活。

### 超音戰士 THE BORGMAN LAST BATTLE
妖魔王大戰結束後3年，響與亞妮絲已移居美國，響在美國太空總署（NASA）工作，希望能夠實現當年在成為超音戰士之前的志願 - 成為太空人，但亞妮絲就被冷落，決定接受梅茉莉的舊同僚邀請回國發展。 另一方面，美姬和查克留在日本工作，當上了刑警，期間發現有人嘗試再啟動多年前的《BORGMAN計劃》，查克邀請響回國一起調查，最後發現邀請亞妮絲回國的人，正就是主謀。

### 超音戰士 LOVERS RAIN
妖魔王大戰末期，超音戰士的領導人梅茉莉犧牲了，大戰結束後，響一直在自責，認為是自己害死了梅茉莉，每天都生活在幻像中，原來這一切都是妖魔餘黨的所為，幸得亞妮絲和查克一直在支持著，最終擊退妖魔，並明白到自己最愛的人，其實就在身邊。

## 登場人物

### 超音戰隊
響龍（台譯「阿龍」）（聲：松本保典；台灣：魏伯勤）
香港譯名：良仔，配音：黃志成
2013年9月22日出生（16歲）、身高：177cm、體重：65kg。
自願接受身體強化改造而加入梅茉莉的《BORGMAN計劃》，努力成為太空人，可惜理想最終因妖魔組織GIL的出現而落空。《BORGMAN計劃》被取消後，他便在梅茉莉的超音學園當了語文科老師，為人正義，喜歡搞笑，在3名超音戰士之中，他的爆發力最強。盔甲是淺籃色，強項是近身格鬥，常與自己的人工智能摩托車Road Thunder為伍。
查克・史威格（台譯「傑克‧史威嘉」）（聲：井上和彦、大瀧進矢（井上因病休息時代班配音）；台灣：沈光平）
香港譯名：傑仔，配音：葉少榮
2012年10月20日出生（17歳）、身高：185cm、體重：80kg。
背景與響一樣，自願接受身體強化改造而加入梅茉莉的《BORGMAN計劃》，努力成為太空人。外表英俊，很受女士歡迎。在超音學園裡當體育科老師，是響的好友，盔甲是淺綠色，性能利於使用重型裝備，最後在OVA版-新世紀2058-中，成為桂氏財團的「超音計劃」研究所所長。
亞妮絲・法姆（聲：鷹森淑乃；台灣：呂佩玉）
香港譯名：阿芳，配音：雷碧娜→曾秀清
2014年2月5日出生（15歳）、身高：164cm、體重：47kg、三圍：B80-W58-H85cm。
3人中唯一一個沒有參與過《BORGMAN計劃》的超音戰士，在成為超音戰士之前的志願是希望當歌手，14歳時在一次妖魔襲擊意外之下，身體受到重創，瀕死的她受到梅茉莉所救，在危急的情況下，被植入了不是很合適她的BORGMAN專用系統，卻保住了性命。在學園裡是個漂亮的音樂及算術科教師，盔甲是紫紅色，屬電子戰用型，對音頻的聽力特強，最後在OVA版LOVERS RAIN中，與響成為戀人。由於在劇中她的盔甲變身場面把少女的乳房曲線美展示得很性感 -「搖乳」(以80年代的動畫水平是首次看到)，在配合鄰家大姊的形像之下，在88年的日本動畫大賞中，以壓倒勝的姿態獲得「女性角色 Heroine No.1 Fans」大賞。之後更成為一眾早期同人誌的寵兒，並被大量生產由1/5至1/10比例的性感水着手辦模型（G. KIT），其中最為人熟悉的有「鏡之國之亞妮絲」系列，即日語：，時至20多年後的今日，在雅虎日本拍賣場仍不難找到。
梅茉莉・珍（聲：勝生真沙子；台灣：蔣篤慧）
香港譯名：莉莉，配音：沈小蘭、（代配）徐愛貞
2007年11月19日出生（22歳）
天才女科學家，《BORGMAN計劃》的中心人物，及後成立超音學園並成為校長，不斷努力研發可對抗妖魔組織的兵器及技術（電傳技術）。為人沉寂、認真。平日響和查克也不敢跟她多開玩笑，是超音戰士3人的指揮官，於TV版最終話中戰死。

### 妖魔組織GIL
達斯特・吉德（聲：山寺宏一；台灣：沈光嘉（第3集）、沈光平（第4集起））
港譯：斯羅，粵配：陳永信
妖魔組織GIL的最強妖魔神官，同時是響的宿敵，他的真實身份是梅茉莉的弟弟，由於曾被洗腦而成為妖魔神官，並忘記了自己的過去。其實他亦是《BORGMAN計劃》中的改造人，而且還是99個BORGMAN當中，被開發設定為「戰鬥用BORGMAN」。盔甲是黑鐵色，在配合妖魔能量作戰時能以1敵3，時常介懷著誰才是「最強」而挑戰著響，強項是近身格鬥，最後於第34話中，死在姐姐梅茉莉的槍下。
吉尔巴特・梅修（聲：銀河万丈；台灣：沈光平）
港譯：墨若大王，粵配：周永坤
妖魔組織GIL的首領。30歲。《BORGMAN計劃》時代梅茉莉的同僚。出賣梅茉莉等人，成為妖魔首腦。最後他用自己的身體變成妖魔王復活後的一部份。
費米娜（聲：松岡洋子；台灣：呂佩玉）
港譯：華娜，粵配：龍寶鈿
妖魔組織GIL的唯一女性神官，最後因多次被超音戰士打敗而被妖魔組織拋棄，死在達斯特的劍下。
翁格德（聲：藤本讓）
妖魔組織GIL的3神官之一，指揮著妖魔機械使。
凱爾貝斯（聲：島香裕）
妖魔組織GIL的3神官之一，指揮著妖魔機械使。
威達（聲：塩屋浩三；台灣：沈光平（第3集）、魏伯勤（第6集起））
妖魔組織GIL的元老，一直對吉伯・梅修的領導能力不認同，常促動達斯特去挑戰響，最後一時大意死在梅茉莉的妖魔刀之下。

### 世界警察
桂 美姬（聲：松井菜櫻子）
港譯：，粵配：譚淑英
桂氏財團公社的千金大小姐，世界警察「對妖魔特殊部隊 Phantom SWAT」的隊長。為人外表漂亮但性格異常大膽又高傲，在作戰及處理妖魔的問題上，常與響和查克他們衝突。在-新世紀2058-當中，從故事背景看來，她最後應是嫁給了查克。
福利茲・Ｋ・利蓋爾（聲：堀内賢雄；台灣：沈光嘉）
《BORGMAN計劃》時代梅茉莉的同僚，但後期退出了計劃並反對梅茉莉組織超音戰隊，他主張對處理妖魔的問題應交由世界警察來處理。他心裡其實很愛梅茉莉，可惜在TV版早段被妖魔殺死。

### 超音學園
織田慎治（聲：小粥よう子；台灣：蔣篤慧）
港譯：新仔，粵配：陶碧儀
10歲的小子，超音學園的學生，好奇心旺盛，喜歡帶同學去冒險，是最早看出老師們便是超音戰士的人。
莫莉・朗郭德（聲：神代智惠；台灣：呂佩玉）
港譯：小蘭，粵配：林錦燕
9歲的小女孩，超音學園的學生，為人乖巧，愛助及關心別人，很得響等人的愛護。
鄉田亂童（台譯「乩童」）
喜歡生事的肥胖男孩，常為別人帶來麻煩，與慎治等人是好友。
桃木 享（台譯「阿亨」）（聲：渡邊久美子；台灣：呂佩玉）
內向怕事的男孩，但喜歡跟著亂童和慎治等人去遊玩。愛玩玩具、不愛打架。

### 其他
查理・帕克（聲：藤本讓；台灣：沈光嘉）
美迦洛城的警察署長，聽命於桂美姬，什麼事也處理得很匆忙，每次也很依賴超音戰士去解決妖魔事件上的問題。
Road Thunder 雷電（聲：山寺宏一；台灣：魏伯勤（第2集）、沈光嘉（第3-4集）、沈光平（第5集起））
響的愛車，設有先進的人工智能系統，在作戰時配合電傳系統可換裝成「Super Thunder」（超音雷電）。請參考〔機械用語〕部份 ↓。
旁白

## 用語

### 一般用語
- 美迦洛城（　）

舊東京於公元1999年被完全破壞後，在東京灣上重建的新首都，城市四方均被對等五星形的巨形妖魔隕石圍繞著，市內設備先進，其中美迦洛城大樓（Megalo Building）更是城市的中央計算機（Central Computer）管理控制中心。因極有戰略價值，時常成為妖魔組織攻擊的目標。
- 妖魔隕石

超巨形的異次元隕石，通稱「妖魔石」，石形鋒利並成透明墨綠色，全數合計共5顆，其中4顆於公元1999年墜落到東京，全市近乎夷為平地。最後一顆於公元2030年，由妖魔組織的操控下推下來，形成了圍繞著美迦洛城的對等五星形魔法陣，直接促使妖魔王的復活。
- 基奧魔域 (Geru Field）

妖魔界的反物質空間。在空間內，電傳系統無法運作，妖魔們在空間內作戰極富優勢。
- R-817 Space Port

為《BORGMAN計劃》時代的大空梭發射場，原本是響、查克和梅茉莉等人實現夢想的地方，後來因《BORGMAN計劃》的終止和妖魔石的落下而荒癈。在第13話達斯特與響的格鬥中，成為名場面的舞台。

### 機械用語
- BORGMAN（ボーグマン）

人類因對應宇宙嚴苟的生活環境而開發的人體改造及強化技術，由天才女科學家梅茉莉主導開發，強化後的人類叫做「Cyborg」，開發計劃的名稱為《BORGMAN計劃》。參與改造計劃的人全為自願者，全數合共99人，響、查克和達斯特便是其中之三（在開發計劃中，並不包括亞妮絲在內）。
- 超音盔甲（　）

梅茉莉研發的「對妖魔戰保護盔甲」，盔甲本身非常輕便流線，極具美感，並經由電傳系統穿上，能增幅BORGMAN的生物機械能量（Cyborg Power）約100倍。當BORGMAN在增幅使用生物機械能量時，盔甲胸部的透明部份會發出強光，啟動穿上盔甲的聲音鑰匙（Voice Key）是「Borg Get On」。
- 以下為超音戰隊各人的超音盔甲性能表：

| 超音盔甲 性能表 性能表） | 超音盔甲 性能表 性能表）                | 超音盔甲 性能表 性能表）                        | 超音盔甲 性能表 性能表）                        |
| ------------------------ | --------------------------------------- | ----------------------------------------------- | ----------------------------------------------- |
| 性能 / 使用者            | 響・龍專用盔甲 （Ryo's Battle Techtor） | 查克・史威格專用盔甲 （Chuck's Battle Techtor） | 亞妮絲・法姆專用盔甲 （Anice's Battle Techtor） |
| 型 號                    | 50381 SV                                | 67212 GV                                        | 72343 IV                                        |
| 全 高                    | 180cm                                   | 190cm                                           | 166cm                                           |
| 重 量                    | 18kg                                    | 22kg                                            | 16kg                                            |
| 最大出力                 | 860馬力                                 | 980馬力                                         | 720馬力                                         |
| 瞬間最大走力             | 980km/hr                                | 620km/hr                                        | 600km/hr                                        |
| 瞬間破壞力               | 550t（公頓）                            | 800t（公頓）                                    | 450t（公頓）                                    |
| 跳躍力                   | 35m                                     | 31m                                             | 32m                                             |
| 視力（機能運作時）       | 12.0                                    | 12.0                                            | 39.1                                            |
| 聽力（機能運作時）       | 1.2km/400Hz                             | 1.2km/400Hz                                     | 20.5km/400Hz                                    |
| 最大情報處理能力（容量） | 390                                     | 390                                             | 980                                             |
| 特 徵                    | 多用途戰鬥、一擊脫離戰、 攪亂戰、格鬥戰 | 廣域攻擊用重型                                  | 電子戰、索敵、 探查、分析、通訊                 |
- 超音系統（Sonic System）

原由福利茲為世界警察而開發的對妖魔空間專用系統，福利茲在死前交付給了梅茉莉並應用在電傳系統技術上，使超音盔甲及兵器等能傳送到妖魔空間，支持著超音戰士的戰鬥。
- Road Thunder（ロードサンダー）

在劇集中共分為兩代:
- Road Thunder 第1代（第1話至第4話使用）

為市面可以購買到的「通常版」人工智能摩托車，車身全長：2.62m、重量：144kg、最大出力：180馬力、最高時速：310km/hr、武裝：2連裝收束光線砲（Beam Gun），能量滿充後可連續行駛5小時，於第4話一起與響對抗達斯特時，因負荷出力過大而壞掉。
- Road Thunder 第2代（第5話以後）

第1代壞掉後，梅茉莉把它修復，並成為第2代，最高時速350km/hr。車身外表與第1代相同，但內裡大不一樣，被植入了由福利茲研發的超音系統，可於作戰時武裝變型成「Super Thunder」。
- Super Thunder（スーパーサンダー）

是Road Thunder第2代變型後的名稱，車身外殼會在電傳過程中被自動更換成盔甲，車身全長：4.5m、重量：560kg、最大出力：1,800馬力、最高時速：1,020km/hr、發動機：對消滅驅動發動機、武裝：小型2連裝收束光線砲（車頭）及大型2連裝收束光線砲（車尾），車身兩則加設擴充站板，供亞妮絲及查克站立在上面一起作戰，是差不多在每話完結前例必使用的必殺兵器（高速把妖魔撞死）。由於安裝了超音系統，故它能在基奧魔域中接收由電傳系統傳送過來的部件而進行變型，啟動變型的聲音鑰匙是「Sonic On」。
- Sonic Gun Warrior（ガンウォーリア）

梅茉莉研發的半自動中型人型機械，於第10話登場。左臂配置了三指鏈束縛抓，而右臂則配置了4連發機關砲，使用次數最多的人是亞妮絲，以改善她於攻擊力上的不足。
- Sonic Beagle Head（ビーグルヘッド）

梅茉莉研發的4輪武裝吉普車，車身右則配置了一台大型大砲，砲台並能以360度作水平旋轉射擊，多為查克使用。
- Battle 兵器系列

「Battle」是超音戰士們的非移動式小型輕機火砲武器，每名超音戰士均有專用型號，能以電傳系統傳送到戰鬥場地，啟動Battle兵器的聲音鑰匙（Voice Key）是「Battle Get On」:
- Battle Machine Gun（B・マシンガン）

響專用的收束光線砲，使用時身体姿勢需為站立式，屬單發光線兵器，全長：1.92m，全高：1.88m，重量：240kg。
- Battle Launcher（B・ランチャー）

查克專用的光子彈砲，使用時身体姿勢需為跪立式，屬4連發光子兵器，全長：2.02m，全高：1.35m，重量：290kg。
- Battle Saucer（B・ソーサー）

亞妮絲專用的收束光線彈砲，使用時身体姿勢需為坐立式，屬單發光線兵器，全長：1.96m，全高：1.56m，重量：280kg。
- 妖魔工場

能增幅妖魔們能量的大型要塞。每次當中、小級妖魔被打敗後，妖魔工場便會出現在天空，並把妖魔復元及增幅戰鬥力。

## 製作人員

### 超音戰士 BORGMAN
- 企画：嶋村一夫（読売廣告社）
- 劇本統籌：園田英樹
- 製作人：堀越徹（日本電視台）、大野誠、津根賴靖、加藤博
- 人物設定：菊池通隆
- 機械設定：大畑晃一、山田高裕、福地仁
- 美術監督：新井寅雄
- 録音監督：清水勝則
- 音樂：飛沢宏元
- 効果：野口透（Anime Sound Production）
- 監督：根岸弘
- 企画制作：日本電視台
- 製作：東寶株式會社、PRODUCTION REED CO.,LTD.、讀賣廣告社
- 制作著作：日本電視台、東寶株式會社

### 超音戰士 LOVERS RAIN
- 企画：藤原正道、加藤博
- 編劇：園田英樹
- 人物設定、作畫監督：菊池通隆
- 美術監督：村山靖
- 音響監督：清水勝則
- 音樂：飛澤宏元
- 製作人：頼経康史
- 監督：村山靖
- 製作：東寶株式會社、PRODUCTION REED CO.,LTD.

## 主題歌

### 片頭曲
- TV前期：「DON'T LOOK BACK」

作詞：西田昌史　作曲：石原慎一郎　編曲・演唱：EARTHSHAKER
- TV後期：「夜をぶっとばせ!（日语：夜をぶっとばせ!）」

作詞：柴山俊之　作曲・編曲：Marcy　演唱：HIPS（Marcy、寺田惠子）
- THE BORGMAN LAST BATTLE ：「TRAPS IN THE NIGHT」

作詞：水谷啟二　作曲：大堀薰　編曲：大堀薰　演唱：山寺宏一
- LOVERS RAIN：

作詞：水谷啟二　作曲：都志見隆　編曲：飛澤宏元　演唱：山寺宏一
- -新世紀2058-：「SOLDIER IN 2058」

作詞：水谷啟二　作曲：工藤崇　編曲：飛澤宏元　演唱：藤原正典

### 片尾曲
- TV前期：「FOREVER」

作詞：西田昌史　作曲：永川敏郎　編曲・演唱：EARTHSHAKER
- TV後期：「TENDER」

作詞：寺田恵子　作曲：Marcy　編曲：西村麻聡　演唱：HIPS
- THE BORGMAN LAST BATTLE：

作詞：水谷啟二　作曲：片山圭司　編曲：片山圭司　演唱：松本保典、鷹森淑乃、山寺宏一、松井菜櫻子
- LOVERS RAIN：

作詞：水谷啟二　作曲：都志見隆　編曲：飛澤宏元　演唱：山寺宏一
- -新世紀2058-：「Good Night My Dear」

作詞：水谷啟二　作曲：藤原正典　編曲：飛澤宏元　演唱：藤原正典

### 插曲
- TV：

作詞：澤地隆　作曲：馬埸孝幸　編曲：飛澤宏元　演唱：鷹森淑乃
- TV：

作詞：水谷啟二　作曲：工藤崇　編曲：飛澤宏元　演唱：山寺宏一
- THE BORGMAN LAST BATTLE：

作詞：麻木かおる　作曲：増田隆宣　編曲：増田隆宣　演唱：松本保典、鷹森淑乃
- LOVERS RAIN：

作詞：澤地隆　作曲：大堀薰　編曲：大堀薰　演唱：鷹森淑乃
- -新世紀2058-：

作詞：水谷啓二　作曲：飛澤宏元　編曲：飛澤宏元　演唱：野上ゆかな

## 畫集和設定集

### 畫集
超音戰士的原人物設定由菊池通隆（現：麻宮騎亞）設計 (除了THE BORGMAN LAST BATTLE外)，大部分超音戰士的商業製品原畫可在下列菊池通隆畫集內找到:
- The NEXT GENERATION

菊池通隆畫集 Ⅰ， DRAGON MAGAZINE SPECIAL，於1990年3月由富士見書房發行，ISBN4-8291-9104X C0076 P2000E。
- ZWEI

菊池通隆畫集 Ⅱ，DRAGON MAGAZINE SPECIAL，於1995年8月由富士見書房發行，ISBN4-8291-9116-3 C0076 P2800E。

### 設定集
- STUDIO TRON ARTBOOK 1993

菊池通隆畫廊「STUDIO TRON」出品的資料設訂集，幾乎所有超音戰士有關的商業製品都可以在這本資料集內找到。DRAGON MAGAZINE SPECIAL，於1994年3月10日由富士見書房發行，ISBN4-8291-7264-1 C0076 P2800E。
- rough File.1 & File.5 - MICHITAKA KIKUCHI SIDE（改訂版）

菊池通隆的草圖原稿設訂集，內容全為黑白的初始草圖（Initial Draft），都是用作商業製品的設計原稿，以 Anice Farm 和 Morley 作為封面，B5紙大小，於1996年12月29日由（Sand Club Z）發行。

## 模型
- WAVE Beach Queens系列 - 1/10 Anice Farm（2013年版）

於2013年7月由WAVE Corporation發行的完成品模型，是現今唯一仍然有量產的超音戦士模型（非手辦類）。

1/10 Anice Farm「鏡の国のアニス（Anice）」水着造型（2013年版）

## 漫畫
- COLORS SIDE-K

菊池通隆畫廊「STUDIO TRON」於1996年所發行的小型本短篇漫畫中，連載了「上、中、下」合共3篇的超音戰士漫畫作品，ISBN4-89601-260-7-C0979 P790E。

## 相關作品

### CD、黑膠唱片（LP 33rpm）、卡式録音帶（Cassette）
- 以下是首版發行日期順序列出：

| 音樂作品名稱                         | 內容類型                 | 收錄媒體  | 生產號碼     | 發行日期       | 出版社          |
| ------------------------------------ | ------------------------ | --------- | ------------ | -------------- | --------------- |
|                                      | TV版 原聲音樂集          | CD        | LD32-5074    | 1988年6月5日   | 東芝EMI株式會社 |
| LP                                   | TV版 原聲音樂集          | LB28-5074 | 1988年6月5日 |                | 東芝EMI株式會社 |
| Cassette                             | TV版 原聲音樂集          | LC28-5074 | 1988年6月5日 |                | 東芝EMI株式會社 |
|                                      | TV版 原聲音樂集          | CD        | LD32-5082    | 1988年9月4日   | 東芝EMI株式會社 |
| LP                                   | TV版 原聲音樂集          | LB28-5082 | 1988年9月4日 |                | 東芝EMI株式會社 |
| Cassette                             | TV版 原聲音樂集          | LC28-5082 | 1988年9月9日 |                | 東芝EMI株式會社 |
| ～THE LAST GIG OF THE WORLD～        | TV版 總歌集              | CD        | LD32-5093    | 1989年1月11日  | 東芝EMI株式會社 |
| ～THE LAST GIG OF THE WORLD～        | TV版 總歌集              | LP        | LB28-5093    | 1989年1月11日  | 東芝EMI株式會社 |
| ～THE LAST GIG OF THE WORLD～        | TV版 總歌集              | Cassette  | LC28-5093    | 1989年1月10日  | 東芝EMI株式會社 |
| ～A Midsummer Night's Dream～        | 對話劇集                 | CD        | LD32-5112    | 1989年9月6日   | 東芝EMI株式會社 |
| ～THE BORGMAN LAST BATTLE～          | OVA版 原聲音樂集         | CD        | LD32-5103    | 1989年6月7日   | 東芝EMI株式會社 |
| ～LOVERS RAIN～                      | OVA版 原聲音樂集         | CD        | TYCY-5150    | 1990年12月12日 | 東芝EMI株式會社 |
| ～REALLY THE LAST GIG OF THE WORLD～ | OVA版及對話劇集 的總歌集 | CD        | TYCY-5158    | 1991年3月27日  | 東芝EMI株式會社 |
| ～ - 新世紀2058 - ～                 | OVA版 原聲音樂集         | CD        | TYCY-5317    | 1993年8月25日  | 東芝EMI株式會社 |

### Blu-ray
- BD SONIC POWER COLLECTION

HD高清版收錄了TV版合共35話、THE BORGMAN LAST BATTLE  OVA、LOVERS RAIN OVA、以及新世紀2058 OVA的全部作品，生產號碼：VPXY-71922，於2011年12月7日，以9枚Blu-ray碟形式，由VAP發行。

### DVD
- THE MOVIE COLLECTION

收錄了THE BORGMAN LAST BATTLE和LOVERS RAIN兩部劇場作，於2002年11月22日，以DVD形式發行。

## 外部連結
- STUDIO TRON 菊池通隆和麻宮騎亞的宮方公式綱站 （页面存档备份，存于） （日語）
- Anime News Network - Borgman TV （页面存档备份，存于） （英文）